# James Norrington
Đô đốc James Norrington, CB là một nhân vật giả tưởng trong loạt phim Cướp biển vùng Ca-ri-bê của hãng Disney. Nhân vật do diễn viên người Anh Jack Davenport thủ vai.

## Lịch sử của nhân vật
Theo lời chú thích của tác giả trong đĩa DVD phim Cướp biển vùng Ca-ri-bê: Lời nguyền tàu Ngọc Trai Đen, theo nguyên tác Norrington là một nhân vật phản diện với ý định hợp tác cùng Hector Barbossa, nhưng ý tưởng này được dùng trong phần tiếp theo Chiếc rương tử thần, khi anh ta phản bội mọi người và về theo phe Cutler Beckett (và rồi sau đó anh ta rất hối cho hành động của mình).
Trong buổi phỏng vấn, nhà sản xuất Jerry Bruckheimer tuyên bố rằng theo dự tính nhân vật Norrington chỉ xuất hiện trong phần đầu của phim, nhưng dần về sau dựa trên phản ứng tích cực của khán giả dành cho nhân vật, và sự tôn trọng của ông dành cho Davenport, ông đã cho anh cơ hội đóng tiếp trong những phần sau. Việc kêu gọi Davenport tham gia xuất phát từ cha của anh, Nigel, người đóng vai chính trong bộ phim cướp biển những năm 1960 Gió lớn tại Jamaica mà cả Bruckheimer và giám đốc Gore Verbinski rất ngưỡng mộ.

## Kỹ năng kiếm thuật
Trong cuốn Những điều cần biết về Cướp biển vùng Ca-ri-bê nói rằng Norrington là một nhân vật đáng sợ đó với bọn cướp biển vì kỹ năng thủy chiến và kiếm thuật của anh. Theo lời giải thích của nhà viết kịch bản trong đĩa phim Cướp biển vùng Ca-ri-bê phần đầu, kỹ năng kiếm thuật của Norrington ngang bằng với Hector Barbossa và chỉ thua Will Turner. Trong đoạn cao trào của phần đầu, Norrington đấu kiếm tay đôi với tên cướp biển Kohler và giết chết hắn ngay sau khi lời nguyền phá giải. Trong Chiếc rương tử thần và Tận cùng thế giới, tuy nhiên, tình hình có thay đổi đôi chút (có thể là vì lý do bị mất chức): anh tham gia vào trận đấu kiếm tay ba giữa anh ta, Will Turner và Jack Sparrow. Mặc dù Will tỏ ra điêu luyện hơn, nhưng Norrington vẫn hạ gục Will hai lần, điều này chứng tỏ anh vẫn giữ được phong độ của mình, cho dù anh bị Sparrow đánh bại hai lần ngay sau đó. Norrington đã bị "Bootstrap" Bill Turner- cha của Will Turner giết chết trong phần ba khi giúp Elizabeth chạy trốn khỏi chiếc Flying Dutchman.

### Vũ khí
Norrington sở hữu kỹ năng sử dụng kiếm và súng rất cao. Thanh gươm của anh ta, loại kiếm nhỏ được nạm vàng tại tay cầm trở thành phần tiêu điểm diễn ra trong suốt bộ phim kết nối tất cả các nhân vật lại với nhau. Theo nhà viết kịch bản Terry Rossio, nó dường như "mang trên mình một chút định mệnh." Chính Will Turner tự tay rèn nên nó và anh đã giao nó lại cho Thủ Hiến Weatherby Swann trong đầu phim Lời nguyền tàu Ngọc Trai Đen để làm quà mừng Norrington được thăng cấp Thiếu tướng. Vào đoạn cuối phim, Norrington dùng thanh gươm để biểu lộ sự tôn kính của anh dành cho Elizabeth và Will, dù rằng anh cũng rất yêu Elizabeth. Anh nói với Will, "Đây là một thanh kiếm đẹp. Tôi mong rằng người làm tuyệt phẩm này luôn biểu lộ đức tính ân cần và tận tụy trong cuộc đời của anh ta."
Trong phần Chiếc rương tử thần, Norrington đã bỏ chức vụ trong sự tủi nhục sau khi làm chìm còn thuyền Dauntless trong cơn bão gần Port Royal khi đang truy đuổi thuyền trưởng Jack Sparrow. Thanh gươm vẫn còn trong văn phòng cũ của Norrington tại Cảng Hoàng Gia, như thể nó đang chờ đợi chủ nhân của mình trở về. Nó trở thành biểu tượng đỉnh điểm trong suốt sự nghiệp vinh hiển của Norrington trước khi anh trở thành hải tặc. Lần xuất hiện cuối cùng của Norrington là lúc mà anh quay về Cảng Hoàng Gia với hi vọng đòi lại cuộc sống trước đây của mình.
Cuối cùng, trong phim Tận cùng thế giới, Bá tước Cutler Beckett đã phong chức quan Đô đốc dành cho Norrington cùng với ‘anh bạn cũ’ khi ông ta trao cho Norrington thanh gươm. Nhưng Beckett lại không lường trước được sự gắn kết tình cảm giữa Norrington — một kẻ đau khổ luôn ngui ngoai về địa vị cũ của anh ta và Elizabeth Swann, hơn thể nữa là Will Turner và Jack Sparrow. Rốt cuộc thanh gươm của Norrington lại trở thành dụng cụ để anh chuộc lại lỗi lầm, khi anh dùng nó để giải thoát cho và thủy thủ đoàn khỏi chiếc Flying Dutchman. Bi kịch thay, anh lại bị "Bootstrap" Bill Turner loạn trí đâm chết trong cuộc trốn chạy. Trong lúc chống trả khi đang hấp hối, Davy Jones đã đề nghị anh tham gia thủy thủ đoàn Flying Dutchman, Norrington liền đâm xuyên qua vai của Jones. Jones nhẹ nhàng rút thanh gươm ra và tịch thu nó như phần thưởng của mình, và nói rằng, "Gươm đẹp!" Trong trận chiến cuối cùng, Jones lấy lại thanh gươm từ tay lính thủy (bằng cách đâm chết anh ta) người vô tình nhặt được nó, trước khi Jack đánh rơi gươm ra khỏi tay Jones – cho đến khi Jones lấy lại thanh gươm và đâm chết Will, trớ trêu thay, anh lại chính là người làm ra nó. Sau khi Will tái sinh, anh lấy thanh gươm và nó lại trở về với chủ cũ của mình.

## Tiểu sử hư cấu

### Sự nghiệp ban đầu
James Norrington xuất hiện trong cuốn, Jack Sparrow: 10 – Những tội lỗi của Cha. Khi anh được năm hay sáu tuổi, anh đi theo cha mình là Đô đốc Lawrence Norrington người chỉ huy hạm đội Hải quân Hoàng gia. Khi mà James té xuống biển, tên cướp biển khi ấy là Thuyền trưởng Teague, (cha của Jack Sparrow) đã nhảy xuống và cứu anh. Đô đốc Norrington đã trách James và còn nói rằng thà để con trai mình chết chứ quyết không mang ơn của hải tặc. Sau đó, Norrington xuất hiện trong hàm Thiếu úy phục vụ trên tàu HMS Dauntless trong lúc chở tân Thủ Hiến của Cảng Hoàng Weatherby Swann và cô con gái của ông Elizabeth tới Ca-ri-bê. Trong suốt cuộc hải trình, Norrington đã bày tỏ ý kiến của mình với Elizabeth về bọn hải tặc, cho rằng bọn chúng đáng bị "treo và thả", có nghĩa là treo cổ.

### Cướp biển vùng Ca-ri-bê: Lời nguyền tàu Ngọc Trai Đen
Trong phần đầu bộ phim, Norrington được biết đến khi còn là một Thiếu úy trẻ tuổi phục vụ trên tàu on HMS Dauntless khi nó đang trên đường vận chuyển tân Thủ Hiến từ Anh đến Cảng Hoàng Gia. Tám năm sau, anh trở thành người quan trọng tại Cảng Hoàng Gia, được thăng lên hàm Đại úy. Lúc khởi đầu của phim, anh đã được phong hàm Thiếu tướng và theo Norrington, điều duy nhất mà anh thiếu hiện giờ đó là lấy được một người phụ nữ tốt. Norrington tin rằng Elizabeth, con gái của Thủ Hiến Swann là người trong mộng của anh. Không những tin rằng Elizabeth xinh đẹp và khêu gợi mà Norrington còn rất thương yêu cô, mặc dù tình cảm của anh không được đền đáp lại. Trong lễ phong hàm, anh đã cầu hôn Elizabeth và bị gián đoạn khi cô ngất xỉu và ngã xuống vịnh; cô được Jack Sparrow cứu sau đó. Norrington không biết rằng Elizabeth đang có tình cảm riêng dành cho Will Turner, một anh chàng thợ rèn đẹp trai mà cô đã quen từ hồi ấu thơ. Norrington phản đối việc giải cứu Turner, nhưng sau đó anh đã đồng ý giúp họ và Sparrow chống lại Barbossa và bọn yêu quái cướp biển. Vào cuối phim, anh chấp nhận để Elizabeth cưới Will Turner.
Norrington là một sĩ quan dày dặn kinh nghiệm, nhưng tính cách của anh rất cứng nhắc, hợm hĩnh và có đôi chút cứng đầu. Tuy nhiên, bên trong cái vỏ bề ngoài quý phái thì anh lại là một người rất tốt, công bằng và đầy lòng trắc ẩn nên anh có thể nhận ra được đâu là luật pháp đâu là lẽ phải. Nhưng anh cũng bị quyền lực làm mù mắt, anh đam mê chức danh hơn mọi mục tiêu và nhu cầu khác. Điều này được mô tả khi anh nói với Jack là chỉ có cách bắt giữ tàu Ngọc Trai Đen thì anh mới có thể lấy lại được danh dự và phẩm giá của mình, hãy nhớ rằng tôi phục vụ kẻ khác chứ không phải bản thân mình, anh Sparrow ạ. Khi Will ngăn cản vụ xử tử Jack Sparrow, Norrington rất ngập ngừng trong việc xử lý vì tin rằng mình đã sai. Anh không có chủ ý mở đường cho tên hải tặc mưu mô như Jack trốn thoát khi Sparrow bỏ trốn cuộc truy đuổi và trốn thoát khỏi vịnh khi được thủy thủ đoàn của anh ta cứu. Anh bất đắc dĩ phải mở cuộc truy đuổi, nhưng Norrington đã cho Jack Sparrow một ngày khởi hành trước, sự chậm trễ này đã gây bất lợi cho tương lai của chính anh.

### Cướp biển vùng Ca-ri-bê: Chiếc rương tử thần
Trong phần hai của bộ phim, Bá tước Cutler Beckett đã phát lệnh bắt giữ đối với James Norrington trong vai trò giúp đỡ Jack Sparrow trốn thoát, nhưng anh đã biến mất từ đó. Bị ám ảnh trong việc truy bắt Sparrow, thuyền của Norrington đã thành nạn nhân và bị đánh chìm trong cơn bão. Mất hết uy tín, anh đã từ bỏ chức vụ của mình. Anh lại lộ diện tại Tortuga, tại đó anh lại tham gia vào thủy thủ đoàn Ngọc Trai Đen, mặc dù anh muốn bắn chết Jack Sparrow lúc mới gặp. Norrington, một sĩ quan thủy quân cao quý và danh giá, đã rớt xuống thành một kẻ dơ dáy, say xỉn, bất cần đời và vẫn còn mặc bộ đồng phục thủy quân hôi hám, rách nát. Anh muốn trả thù Jack Sparrow và Will Turner vì đã làm tan nát cuộc đời của anh ta. Đó quả thật là một sự tương phản khắc nghiệt đối với một viên sĩ quan đầy trách nhiệm luôn tuân thủ pháp luật và phục tùng cấp trên; Nổi ám ảnh của Norrington đã biến anh thành một con người ích kỷ và xảo trá như bất kỳ tên cướp biển nào khác. Nghe lén được cuộc trò chuyện của Elizabeth và Sparrow về Bá Tước Beckett và Thư chiêu hồi, một chứng thư trong lịch sử mà người có nó sẽ được miễn tội, Norrington đã lên kế hoạch để trộm nó. Anh ta cũng nghi ngờ rằng giờ đây Elizabeth đã lừa dối Will khi chứng kiến việc Jack và Elizabeth quyến rũ lẫn nhau.
Tại đảo Isla Cruces, nơi chôn cất Chiếc rương tử thần chứa đựng trái tim đang đập của Davy Jones, Norrington đi theo Jack và Elizabeth để đào chiếc rương. Ngay sau đó, anh lại vướng vào trận đấu kiếm tay ba với Jack Sparrow và Will Turner và vô tình trộm được trái tim. Norrington hi vọng rằng mình có thể lấy lại cả sự nghiệp khi giao nó cho Bá Tước Cutler Beckett, vì với nó, Beckett có thể nắm được Davy Jones và kiểm soát được biển khơi. Khi người của Jones tấn công, Norrington trốn thoát cùng với trái tim và Thư chiêu hồi.
Norrington xuất hiện tại Cảng Hoàng Gia sau khi bị một con thuyền của Công ty thương mại Đông Ấn. Anh đã xuất hiện với chứng thư trước mặt Bá Tước Cutler Beckett để giành lại sự nghiệp của mình. Khi Beckett nói với Norrington rằng anh cần thứ khác giá trị hơn để mặc cả cho vị trí cũ của anh, Norrington quăng một cái bao động đậy trên bàn của Beckett và nói rằng "Trái tim của Davy Jones."
Trong cảnh bị cắt, Norrington hỏi Beckett rằng trái tim đã đủ để khởi đầu lại sự nghiệp của anh hay chưa. Beckett từ chối, nói rằng ông ta có thứ hay hơn dành cho Norrington.

### Cướp biển vùng Ca-ri-bê: Tận cùng thế giới
Trong phần ba của bộ phim, Norrington xuất hiện ít hơn. Đổi lại việc giao trái tim của Davy Jones cho Cutler Beckett, anh đã được thưởng qua việc phong hàm lên thẳng Đô đốc trong hạm đội của Công ty thương mại Đông Ấn và chỉ huy tàu Flying Dutchman. Tuy nhiên, Norrington dường như không mấy hòa hứng với chức danh mới có được, anh bắt đầu cảm thấy hối hận cho quyết định của mình và trở nên căm ghét Bá Tước Beckett. Anh gặp lại Elizabeth Swann trên thuyền Dutchman sau khi cô và thủy thủ đoàn của tàu Empress bị bắt giữ. Mặc dù anh ấy rất sung sướng khi thấy cô lành lặn, Elizabeth lại tỏ thái độ căm ghét anh, tin rằng anh liên quan đến cái chết của cha cô. Norrington phủ nhận vì thật lòng anh không hề biết gì về chuyện đó, anh chỉ nghe Bá Tước Beckett nói rằng ngài Thủ Hiến đã quay về nước Anh. Nhưng Elizabeth vẫn không tha thứ và trách mắng Norrington vì anh phục vụ cho Bá Tước Beckett, người đã ra lệnh giết cha cô.
Đêm đó, Norrington hối hận và tìm đến để thả Elizabeth và thủy thủ đoàn khỏi nhà giam của tàu Dutchman, nói rằng anh đã chọn phe của cô. Anh lại tiếp tục nói rằng anh không hề biết gì về cái chết của Thủ Hiến Swann, nhưng thừa nhận tội khác (phục vụ Beckett). Trong lúc thủy thủ đoàn leo lên dây sang thuyền Empress, Elizabeth đã tin và tha thứ cho Norrington, cô đã kêu anh tham gia với cô. Mặc dù anh hứa sẽ theo, nhưng cô biết rằng anh đang nói dối. Với nụ hôn vĩnh biệt, Norrington giải thích số mệnh của họ luôn ở bên nhau nhưng không bao giờ hòa hợp; anh sẽ không bỏ rơi đồng đội của anh ấy. "Bootstrap" Bill Turner điên loạn phát hiện ra cuộc tẩu thoát đã ra lệnh báo động. Trong lúc giúp Elizabeth đi xa an toàn, Bootstrap đã đâm Norrington khi cả hai đang tranh giành nhau. Davy Jones đã đề nghị Norrington một chỗ trong thủy đoàn của ông, nhưng Norrington phản khán bằng cách đâm thẳng vào người của Davy Jones, điều đó chứng minh sự ăn năn của anh và chết trong danh dự. Khi Norrington chết, Jones trả lời đơn giản "Coi như là không vậy" và rút gươm ra khỏi vai mình, rồi giữ lấy nó.

## Thương hiệu

### Nhân vật hành động
N.E.C.A. tạo ra hình ảnh James Norrington thành một nhân vật hành động trong loạt 3 phim của dòng phim Cướp biển vùng Ca-ri-bê: Chiếc rương tử thần. Theo kịch bản, thì anh sẽ vào vai truy đuổi và bắn Jack Sparrow và do đó nhân vật của anh được trang bị một khẩu súng, một cái mũ và một thanh kiếm, nhưng anh không đội bộ tóc giả..
Zizzle đã tạo ra hai nhân vật Norringon, một người trong phần hai của phim mặc bộ quần áo của kẻ bụi đời và một người khác trong phần ba của phim với bộ đồng phục Đô đốc.

### Hoạt cảnh
Hoạt cảnh dành cho Tận cùng thế giới mô tả cảnh Cuộc trốn chạy ở Singapore khi Đô đốc Norrington đánh nhau với Sao Feng và trộm tấm bản đồ dẫn đến thế giới của Davy Jones. Kịch bản cho thấy trong phần mở màn của phim tại Singapore, Công ty thương mại Đông Ấn xuất hiện và trận chiến nổ ra trên cảng với rất nhiều pháo hoa. Hoạt cảnh dự kiến phát hành vào đầu tháng 6.

## Trên phương tiện truyền thông khác
- Mặc dù anh không xuất hiện trong trò chơi Kingdom Hearts II của hãng Square Enix, nhưng anh cũng được nhắc đến khi Sora kiểm tra mấy khẩu đại bác tại cầu cảng ở Cảng Hoàng Gia, đã nói rằng "Nơi đây từng bị hải tặc tấn công – Thiếu tướng Norrington" Không thể xác định được liệu anh có xuất hiện trong phiên bản tiếp theo hay là không.